# Artbook
En Artbook (画集 Gashuu) (bogst. kunstbog) er en bog lavet som en samling af farvelagte motiver eller hidtil ikke offentliggjorte tegninger fra en given manga, anime eller videospil.
Artbooks laves som regel i stort format, ofte 24 x 30 cm, og indeholder højglans-farvesider trykt i høj kvalitet. Typisk har en større eller mindre del af billederne i artbooks tidligere været brugt til f.eks. forsider og reklamer, men jævnligt ses der også billeder, der er lavet specielt til artbooks. For det meste har en artbook også en sort-hvid del med skitser af figurer, baggrunde, storyboards og lignende, der skal give et samlet indtryk af det kunstneriske arbejde bag en anime eller manga. Interview med tegneren eller dennes kommentarer til de enkelte billeder ses også.
I familie med artbooks er trykte guider til et given værk, der udover præsentationer af figurer og afsnit også kan indeholde ting som skitser og store farvestrålende billeder. Andre slægtninger er Fotobooks og mangaer, hvor billederne stammer fra en anime, i sidstnævnte forsynet med talebobler. Fotobooks trykkes ofte som paperbacks.